# Elektroda
Elektroda (grč. ἤλεϰτρον: jantar + ὁδός: put), u elektrokemiji, je višefazni sustav u kojem se uspostavlja oksidoredukcijska ravnoteža između faze s elektronskom vodljivošću i faze s ionskom vodljivošću (otopine elektrolita). Najčešće se pritom radi o ravnoteži u redoks sustavu koji se sastoji od metala uronjena u otopinu svoje soli. Metal je reducirani oblik, a metalni su ioni u otopini oksidirani oblik elektrode, na primjer:
Zn ⇆ Zn2+ + 2e–
Metalni ioni iz kristalne rešetke nastojat će prijeći u otopinu, a ioni iz otopine težit će tomu da prijeđu u rešetku. Što metal lakše prelazi u ionsko stanje, to jest što lakše otpušta elektrone, to je njegov elektrodni potencijal s obzirom na otopinu negativniji. Poznate su i elektrode u kojima reducirani oblik nije metal. Tako se na primjer u otopini željeznih iona uspostavlja redoks ravnoteža: 
Fe2+ ⇆ Fe3+ + e–
Ako se u takvu otopinu stavi metal koji s njom kemijski ne reagira, kao što je platinska žica, on s otopinom neće izmjenjivati ione, nego samo elektrone, ali će također imati određeni potencijal prema otopini.
Ako se dvije različite elektrode spoje vodičem, zbog razlike njihovih potencijala poteći će kroz njega električna struja i na elektrodama će započeti spontana reakcija oksidacije, odnosno redukcije. Elektroda na kojoj se zbiva oksidacija naziva se anodom, a ona na kojoj se zbiva redukcija katodom. Struja teče od elektrode većega potencijala prema elektrodi manjega potencijala, a razlika potencijala jednaka je elektromotornoj sili tako nastaloga galvanskog članka. Tako se elektrode mogu i međusobno uspoređivati. Kao standardna (referentna) uzima se vodikova elektroda, u kojoj se vodik uz određene uvjete i u dodiru s platinskom žicom uvodi u otopinu: 
H2 ⇆ 2H+ + 2e–
Elektrodni potencijal te elektrode dogovorno je jednak nuli, pa se prema njoj mogu mjeriti potencijali drugih redoks sustava, često s pomoću indikatorskih elektroda (na primjer staklena elektroda, srebrna elektroda, razne ionsko-selektivne elektrode). Tako se uspostavlja niz njihovih standardnih elektrodnih potencijala, koji pokazuje relativnu oksidacijsku, odnosno redukcijsku moć različitih redoks sustava. Međutim, ako se na elektrode galvanskoga članka dovede izvana napon suprotan i veći od napona samoga članka, zbivat će se elektroliza, proces suprotan spontanomu procesu u galvanskom članku.

## Elektroda u elektrotehnici
U elektrotehnici, elektroda je električni element za spajanje nekog tijela ili sredstva u strujni krug, za emisiju, ubrzavanje ili usmjeravanje naelektriziranih čestica te za ostvarivanje električnog polja. Elektrode su prema izvedbi vrlo različite, neke su sastavni dio pojedinih drugih elemenata (elektronskih cijevi, poluvodičkih elemenata, galvanskih članaka), neke služe za spajanje s ljudskim tijelom ili organom pri elektrodijagnostici, elektroterapiji ili elektrostimulaciji, a neke za odvijanje pojedinih postupaka (elektroliza, električno zavarivanje). Elektrodama se nastoji postići dobra električna vodljivost, zato su one od dobro vodljiva materijala (metali, slitine, ugljik). Ako služe spajanju nekog tijela, moraju uz njega dobro prianjati, što se postiže pritiskom, lemljenjem, zataljivanjem ili stavljanjem vodljivog sredstva (tekućine ili paste) na spojno mjesto. Elektrode, spojna mjesta te posljedice fizikalno-kemijskih reakcija između elektroda i tijela ili sredstva unose u električni krug svoja električna svojstva (vodljivost, otpor, kapacitet, induktivitet, polariziranost i drugo), često ovisna i o frekvenciji električne struje ili oblicima i frekvenciji impulsa. Zato se u nadomjesnim shemama elektroda predočuje pripadnim slogovima otpornika, kondenzatora, zavojnica ili galvanskih članaka.

## Elektrode za zavarivanje
Elektrode za zavarivanje mogu biti gole (ugljeni ili metalni štap, žica ili traka), obložene (metalna jezgra, a obloga mineralni materijal) ili punjene (mineralna jezgra i metalna obloga) ili nekih drugih oblika. Dodatni materijali i elektrode za elektrolučno zavarivanje (i druge načine zavarivanja) su standardizirani za pojedine načine zavarivanja i prema vrsti osnovnog materijala. Priprema, odnosno oblici dodirnih površina koje se zavaruju (zavareni spoj) i njihovih rubova, je standardizirana za pojedine načine zavarivanja i prema vrsti osnovnog materijala.